# Estratégia evolutiva
Em ciência dos computadores, estratégia evolutiva (em inglês, evolution strategy ou ES) é uma técnica de optimização baseada nas ideias de adaptação e evolução. Foi criada nas décadas de 1960 e 1970 por Ingo Rechenberg e seus colaboradores, e pertence a categoria mais geral de computação evolutiva ou evolução artificial.